# Архітектура Торонто

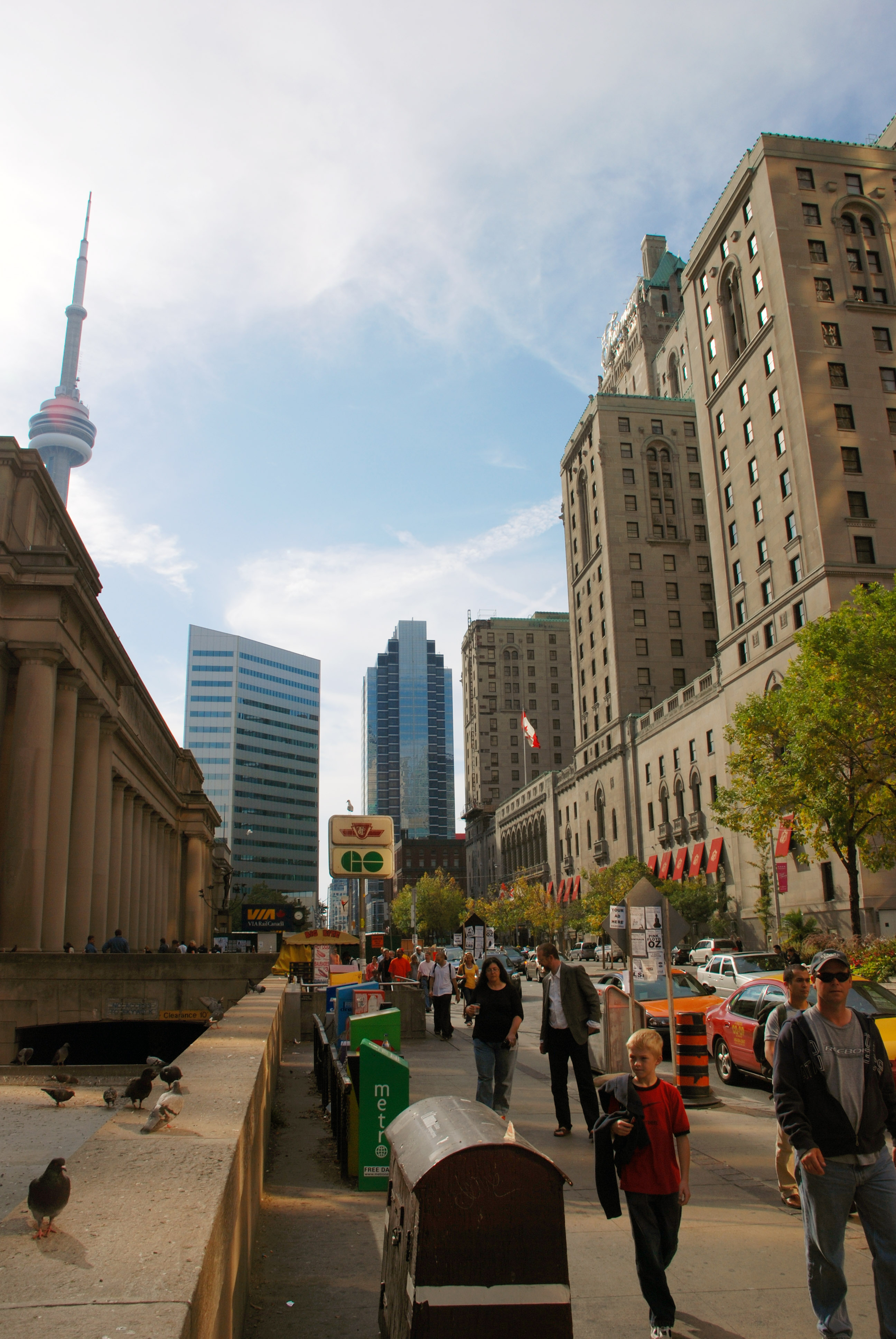
Центр міста Торонто від Фронт-стріт, з видом на вежу CN (у фоні зліва), центральну залізничну станцію Union Station (лівий передній план), Simcoe Place (у центрі) та готель Fairmont Royal York (праворуч). Архітектуру в Торонто можна охарактеризувати як еклектичне поєднання різних архітектурних стилів.

Архітектура Торонто — це еклектичне поєднання архітектурних стилів, починаючи від ґеорґіанської архітектури 19 століття і закінчуючи постмодерною архітектурою 21 століття, включно з багатьма іншими стилями та напрямками. Спочатку місто було на периферії архітектурного світу, переймаючи стилі та ідеї, розроблені в Європі та США, лише з обмеженими місцевими варіаціями. Однак власне в Торонто з'явилося кілька унікальних архітектурних стилів, принаймні таких як «еркер-і-щипець» (англ. Bay-and-gable) і «будинок у стилі Анекс» (англ. Annex style house).
На старіші будівлі Торонто впливає історія та культура міста. Більшість старовинних будівель міста зроблені за проектами, привнесеними з інших районів Британської імперії, таких як ґеорґіанський, вікторіанський, едвардіанський, та різні моди в стилі історизму, які були популярні протягом 19-го та початку 20-го століть. У роки після Другої світової війни місто пережило значне зростання і прийняло ряд модерністських та постмодерністських архітектурних стилів, включаючи Міжнародний стиль та концепцію "вежі в парку" (англ. Towers in the park). З прийняттям принципу «зеленого поясу» в рамках мегаполісу Великого Торонто в 2005 році, регіон пережив великий кондо-бум з багатьма проєктами, виконаними у варіаціях неомодерного стилю. З кінця Другої світової війни в місті працювали багато видатних архітекторів, у тому числі корінний торонтонець Френк Ґері, Даніель Лібескінд, Норман Фостер, Вілл Алсоп, Бей Юймін та Людвіґ Міс ван дер Рое. Відобразивши це еклектичне поєднання архітектури, Лоренс Річардс, викладач Архітектурного факультету Університету Торонто, сказав: "Торонто — це нове, нахабне місце з купою всякого дрантя — велика мішанка періодів і стилів".
На ріст міста впливає географія міста, перш за все торонтська балкова система та зелений пояс, — постійно захищені території зелених насаджень, сільськогосподарські угіддя, ліси, заболочені території та вододіли в межах Золотої Підкови. Природна географія міста також надала будівельникам різноманітні ресурси для будівництва. Найбільш поширеною сировиною був шар сланцю, що лежить в основі міста, а також велика кількість глини, що робить цеглу особливо дешевим та доступним матеріалом, і в результаті багато будівель міста будуються з цегли.

## Географія

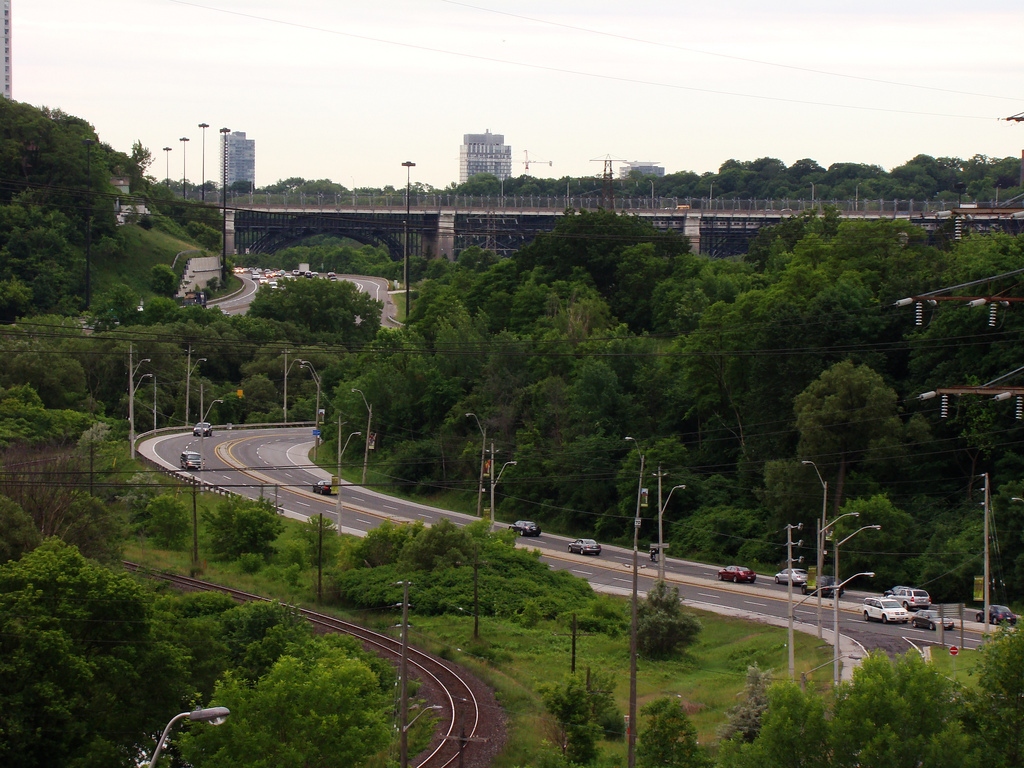
Система ярів і балок Торонто виступала бар'єром на шляху розвитку, внаслідок чого більшість ярів були залишені близькими до їхнього природного стану. Система ярів з тих пір була прийнята як центральна частина ландшафту Торонто.

### Пейзаж
Торонто побудоване на колишньому руслі Ірокезького озера. Цей великий рівнинний простір має лише кілька природних обмежень для зростання вшир, і протягом своєї історії Торонто розкинулось назовні і сьогодні має кільце передмість, яке займає сотні квадратних кілометрів. У 2005 році уряд провінції спробував встановити штучне обмеження цього зростання у вигляді зеленого поясу довкола міста.
Торонто планувалося на прямокутній системі ділянок, розділених концесійними шляхами, розташованими на відстані близько двох кілометрів, які розмежовували сільські землеволодіння. Уздовж кожної лінії концесії були прокладені основні проспекти, коли місто поширювалось назовні. Ці проспекти пролягають прямо з невеликою кількістю відхилень на малих відрізках, і Торонто відоме значною довжиною його основних вулиць. Більшість проспектів проходять з одного боку міста на інший і часто продовжуються вглиб сусідніх передмість. Приміська розбудова замінила ці прямокутні сільські ділянки районами у вигляді дуг, півмісяців та петель. Ці звивисті місцеві дорожні мережі були розроблені для зменшення та уповільнення руху, перенаправляючи транспортні засоби на проспекти. Ці широкі проспекти, які проходять навіть через центральну частину міста, також дозволили місту відстояти свою трамвайну мережу, винятково з-посеред небагатьох північноамериканських міст, яким це вдалося.
Найважливішою перешкодою на шляху будівництва є мережа ярів Торонто. Історично містобудівники заповнили багато ярів, а там, де це неможливо, планувальники здебільшого обходили їх, хоча сьогодні ті, що залишились, цінуються за їх природну красу. Природні балки допомогли ізолювати деякі центральні квартали від решти міста та сприяли ексклюзивності деяких районів, таких як, наприклад, Роздейл.

### Будівельні матеріали

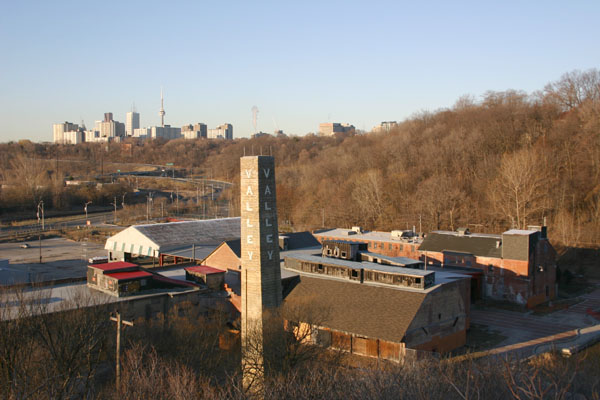
Відкритий у 1889 р. Цегляний завод у Дон-Веллі був одним із кількох місцевих цегельних заводів. Предостатній запас глини на цій території зробив цеглу загальновживаним матеріалом для будівництва.

Завдяки величезній кількості незайнятих територій, будівельники Торонто мали доступ до широкого спектру сировини для будівництва. Через глинисті відкладення колишнього озерного русла, на якому побудоване Торонто, та потужний шар сланців, що є геологічною основою цього району Північної Америки, цегла була особливо дешевим та доступним матеріалом майже протягом усієї історії міста. Більшу частину виробництва цегли забезпечили цегляний завод Don Valley Brick Works, цегельний підрозділ фірми Domar, Canada Brick та Brampton Brick, продукцію яких досі можна знайти в тисячах споруд по всьому місту та у прилеглих районах. По всьому місту більшість будинків усіх епох зроблені з цегли або з поєднання цегли та шлакоблоків. Комерційні та промислові будівельники також давно полюбили цеглу, яскравим прикладом є видатний комплекс споруд т.зв. Горілчаного кварталу (англ. Distillery District). Хоча сьогодні використовуються більш економні матеріали, такі як бетонні блоки, цегла все ще є більш поширеною в комерційних проектах. Для визначних об'єктів будівельники йшли на більші витрати і, як правило, уникали простої цегли. У старих банках та урядових будівлях використовували камінь, а сучасні спроби подивувати публіку використовують більш сучасні матеріали, такі як бетон та алюміній, на додаток до широкого використання скла. Навіть сьогодні переважна частина житлових будинків, побудованих у Торонто, зовні обкладена цеглою у півцеглини.
Пісковик також був історично легкодоступним будівельним матеріалом, з великими покладами, які видобувалися з долини річки Кредит. Дорожчий за цеглу, але більш вишуканий, він використовувався для багатьох ранніх визначних пам'яток, таких як Законодавча асамблея Онтаріо, Стара ратуша та Коледж Вікторії. Це також основний матеріал, що використовується в унікальних будинках у стилі англ. Annex.

## Промислова архітектура

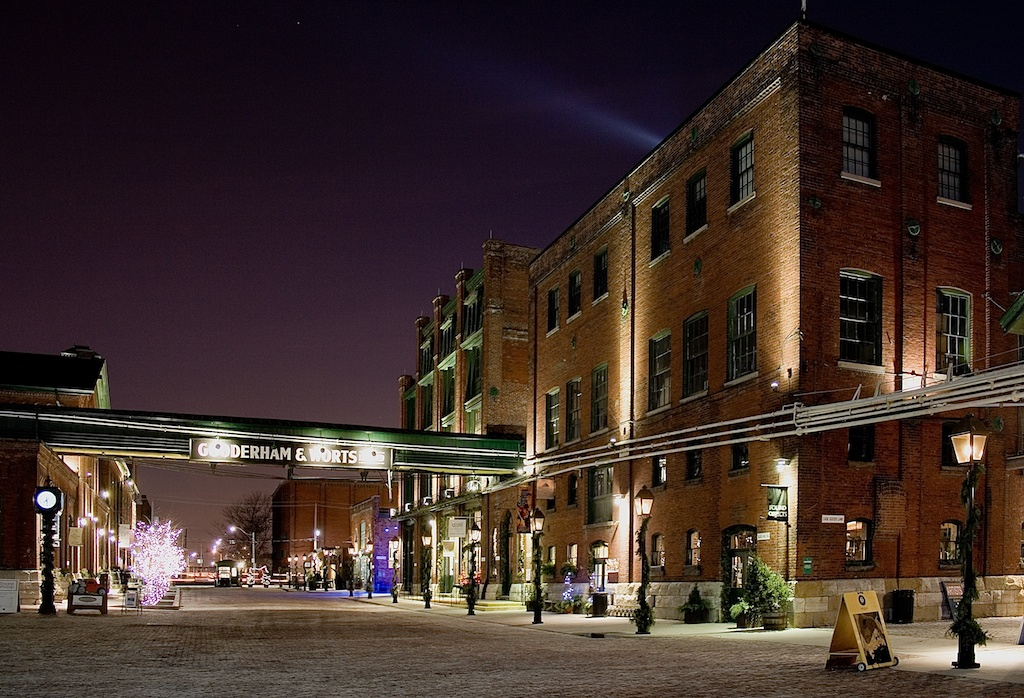
Горілчаний квартал зберігає найбільшу колекцію вікторіанської промислової архітектури в Північній Америці.

Спочатку місто Торонто сформувалося впритул до його вигідної гавані, і порт був джерелом процвітання міста протягом більшої частини його ранньої історії. Таким чином, найстаріші частини міста знаходяться біля гавані, з новими районами, які розростались у всіх можливих напрямках. Навколо гавані виріс пояс промислових споруд, особливо на схід та захід від центру міста. Сюди входили такі масивні споруди, як лікеро-горілчаний завод віскі Gooderham і Worts та фабрики сільськогосподарського обладнання Massey Ferguson. У другій половині дев'ятнадцятого століття залізниці стали основним зв'язком Торонто із зовнішнім світом, а подальші промислові райони виросли навколо вантажних ліній, такі як Вестон та Іст-Йорк.
У 1970-х роках деіндустріалізація почала драматично впливати на Торонто. До 1990-х майже всіх старих заводів на набережній не стало. Деякі новіші об'єкти на півночі все ще залишаються, але дедалі зникають. Багато найбільш історичних промислових будівель перетворено на житлові апартаменти та офіси. Більшість їх зруйновано, а на їхньому місці біля берега озера встановлено десятки житлових висоток. Також все ще є великі ділянки покинутих промислових земель в районі Порту та інших частинах Торонто, які очікують на перепрофілювання.

## Житлова архітектура

### Дев'ятнадцяте сторіччя
Мало які споруди з найбільш раннього періоду історії Торонто вціліли. Найстаріший будинок і споруда, що все ще стоїть, у Торонто — це хатина Скеддінґа. Зведена в 1794 р., в даний час вона використовується як музей спадщини після того, як її перенесли на Національну виставку поруч із фортом Руіль. Завершений у 1807 році, котедж Джона Кокса — це найстаріший відомий будинок у місті, який досі використовується як житло.

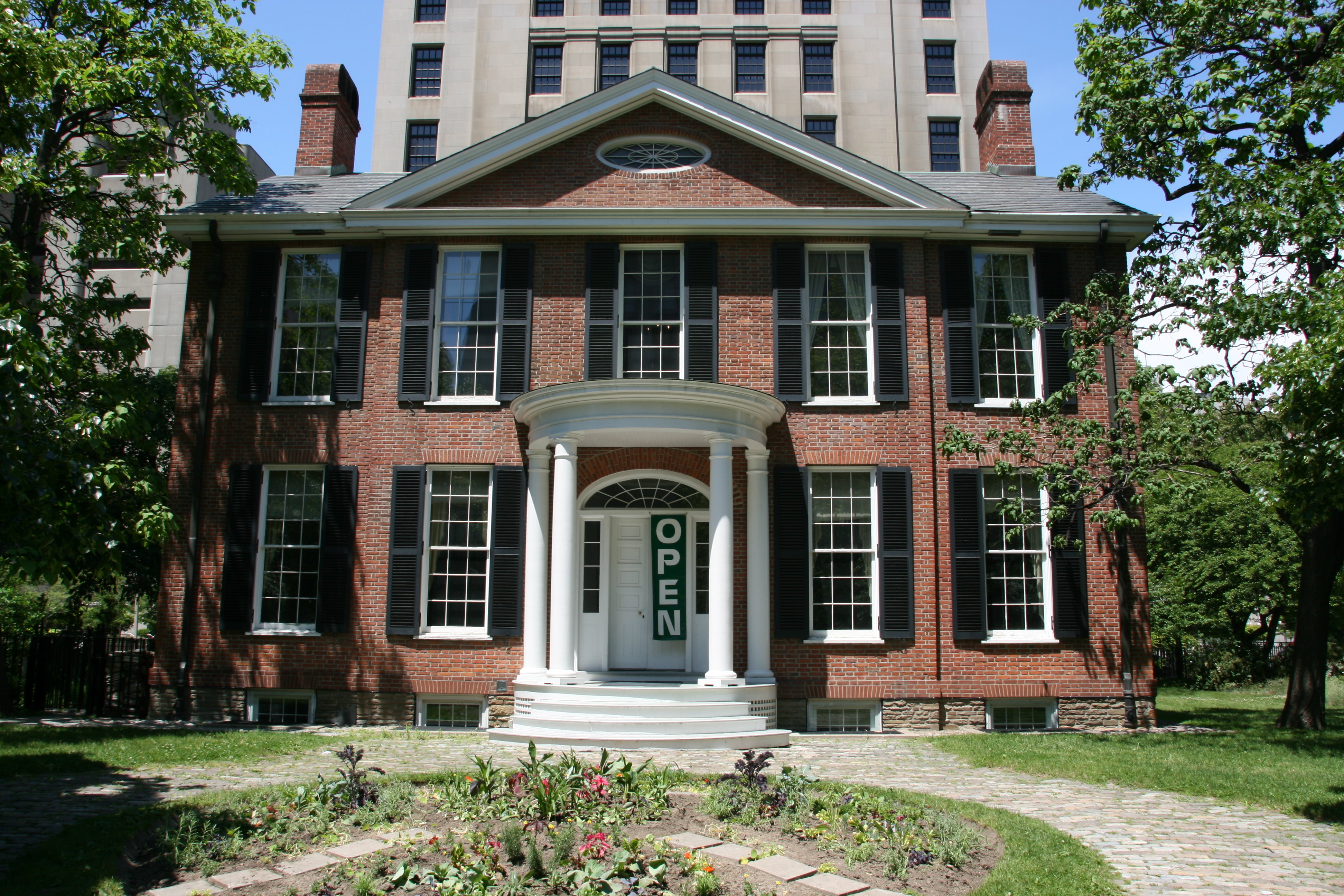
Завершений в 1822 році, будинок Кемпбелла — приклад ґеорґіанської архітектури, популярний у той час серед еліти Торонто.

Два найстаріші цегляні будинки Торонто — це Будинок Кемпбелла та Ґрендж. Обидві цегляні споруди, побудовані в ґеорґіанському стилі протягом першої половини XIX століття, відображають смаки еліти Торонто в ту епоху. Незважаючи на те, що ґеорґіанський стиль давно вийшов з моди у Сполучених Штатах, він залишався популярним у Торонто, а мешканці вагалися прийняти ранні американські архітектурні стилі. У Верхній Канаді, де домінували лоялісти, цей стиль був сприйнятий із захватом, частково через його британську конотацію. До того часу він також був вийшов з моди у Великій Британії, де його вважали застарілим, але в Торонто він залишався популярним до 1850-х років. Коли в 1890-х роках у США було прийнято колоніальне відродження, ґеорґіанська архітектура також повернулася до Торонто. Деякі будівлі все ще споруджують у цьому стилі донині. Він користувався особливою популярністю серед еліти міста, і чимало ґеорґіанських садиб можна знайти в багатих кварталах, таких як Роздейл та Брайдал-Пат.

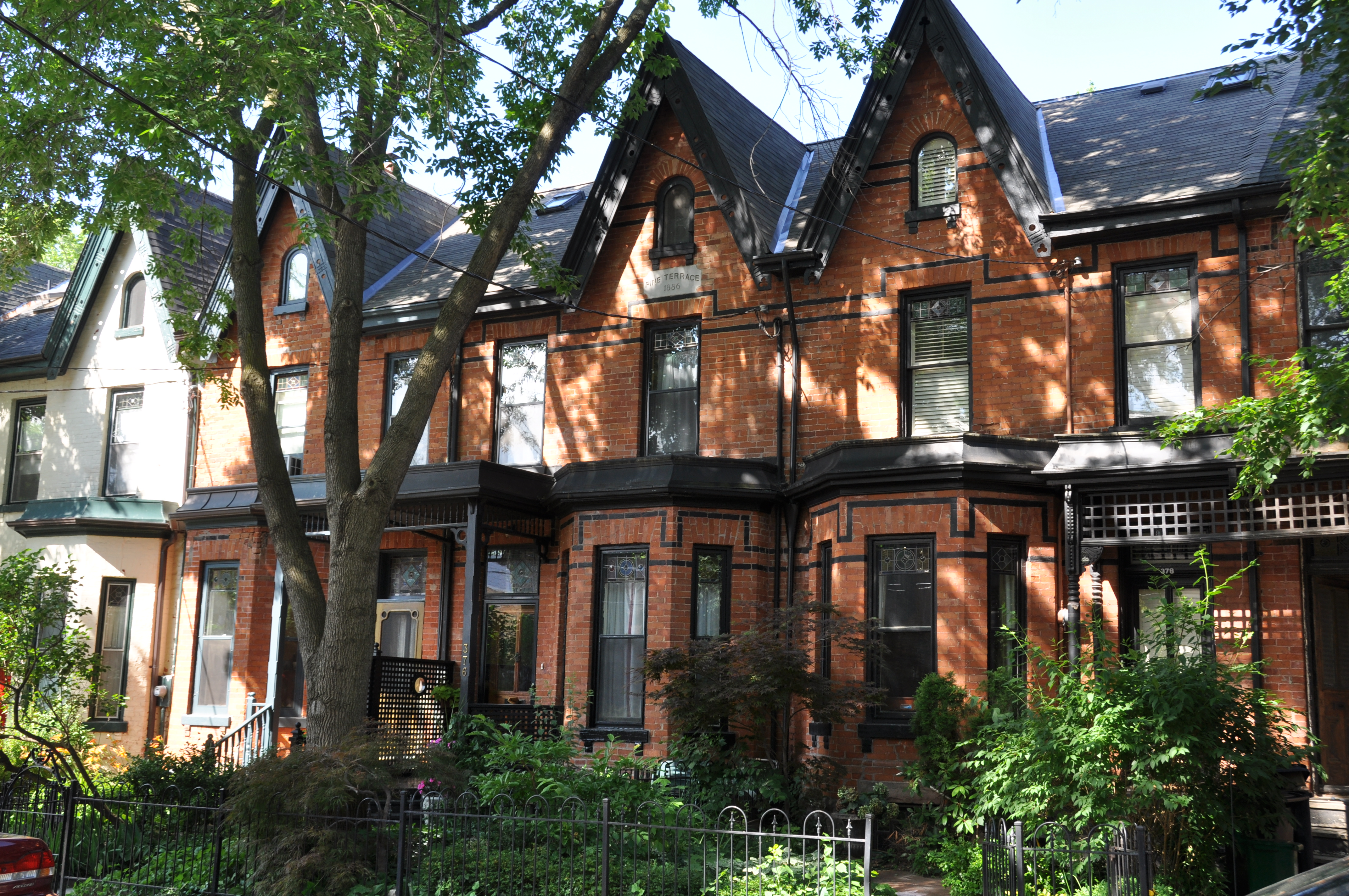
Популярний у 1870-х роках стиль «еркер-і-щипець» — це вікторіанський житловий дизайн, унікальний для Торонто.

Наприкінці XIX століття торонтонці прийняли вікторіанську архітектуру та всі її різноманітні відгалуження у стилі історизму. Житло у вікторіанському стилі домінує в ряді старих районів міста, зокрема, в Кебіджтауні, Триніті-Белвудс, Паркдейлі, Роздейлі та Аннексі. У цих районах зберігаються одні з найбільших колекцій вікторіанських будинків у Північній Америці. У цей період Торонто також було місцем виникнення деяких унікальних стилів житла. Будинки «еркер-і-щипець» були простим та економічно вигідним дизайном, який також підкреслював елегантність вікторіанських особняків. Побудований з червоної цегли, якої було в достатку, такий дизайн також добре підходив до вузьких ділянок Торонто. Здебільшого в забудовах районів нижчого та середнього класу, цей стиль міг використовуватися як для будинків, дотичних один до одного в рядах так і для напівдотичних будинків, а також і для окремих будівель. Сотні прикладів все ще зберігаються в таких районах, як Кебіджтаун та Паркдейл. Житловий архітектурний стиль, унікальний для Торонто, - це будинок у стилі Аннекс. Побудовані міськими багачами в районі Аннекс, звідки й назва самого стилю, ці будинки містять різноманітні та еклектичні елементи, запозичені з десятків різних стилів. Ці будинки побудовані із комбінації цегли та пісковика, з великим розмаїттям та багатством прикрас у вигляді башточок, куполів, веранд, підпорних колон та інших декоративних елементів.

### Підйом передмість

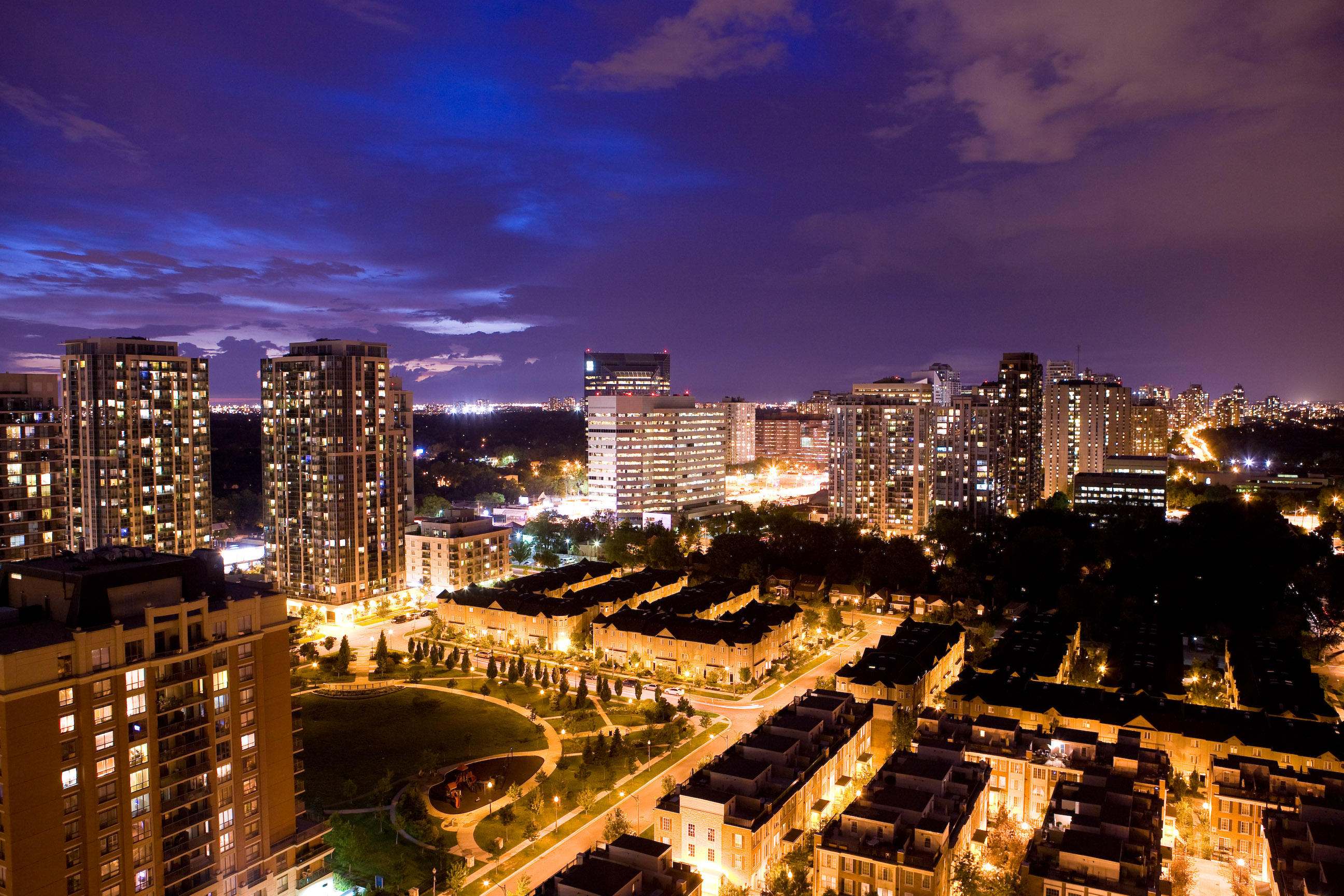
Намагаючись приборкати розростання приміських районів у 1960-х та 1970-х роках, багато приміських кварталів Торонто заохочували населення з високою щільністю, змішуючи ділянки житлових будинків з багатоквартирними будинками далеко від центральної частини міста.

Післявоєнні роки та поширення персонального транспорту спричинили стрімке зростання передмість, як це сталося по всій Північній Америці. Найважливішим приміськими районами став Дон-Міллз у Північному Йорку. Розпочата у 1952 році, це була перша спланована громада в Канаді, і вона започаткувала багато практик, які потім стають стандартними в передмістях Торонто. Проект «Дон-Міллз» втілив на практиці багато ідей концепції «міста-саду», заснованої на ідеях, розроблених сером Ебенізером Говардом, створивши багатофункціональну спільноту, орієнтовану на окремі квартали.
Найдавніші передмістя в Північному Йорку, Скарборо та Етобіко здебільшого складалися з невеликих односімейних будинків, часто бунгало. Одразу після війни бригади з демобілізованих військових швидко зводили каркас та вставляли заготовлені стандартні елементи будинку, використовуючи навички, здобуті на службі, часто залишаючи делікатні опоряджувальні роботи на потім чи на руки самих власників. З часом будинки передмість збільшилися в розмірах і відійшли від спрощених післявоєнних конструкцій, що можна назвати неоеклектичним стилем. Передмістя Торонто відрізняються за характером від інших містах Північної Америки. Протягом 1960-х та 1970-х років містобудівники намагалися приборкати розростання, заохочуючи високу щільність населення в передмістях, причому багато модерністських житлових комплексів у стилі «Вежа в парку» були розкидані по передмістях, а кілька районів Торонто працювали над побудовою власних центральних ділових районів, щоб відійти від долі «спального району», натомість розвивати власну інфраструктуру торгівлі, освіти, культури, бізнесу та виробництва. Це мало неоднозначні результати; ця політика зробила Торонто загалом щільнішим, ніж більшість інших північноамериканських міст, що зменшило розростання та полегшило надання міських послуг, таких як масовий транзит. У той же час планувальники уникали створення територій для багатофункціональної забудови, змушуючи жителів приміських районів працювати та скуповуватись в інших місцях.

### Квартири та кондомініуми

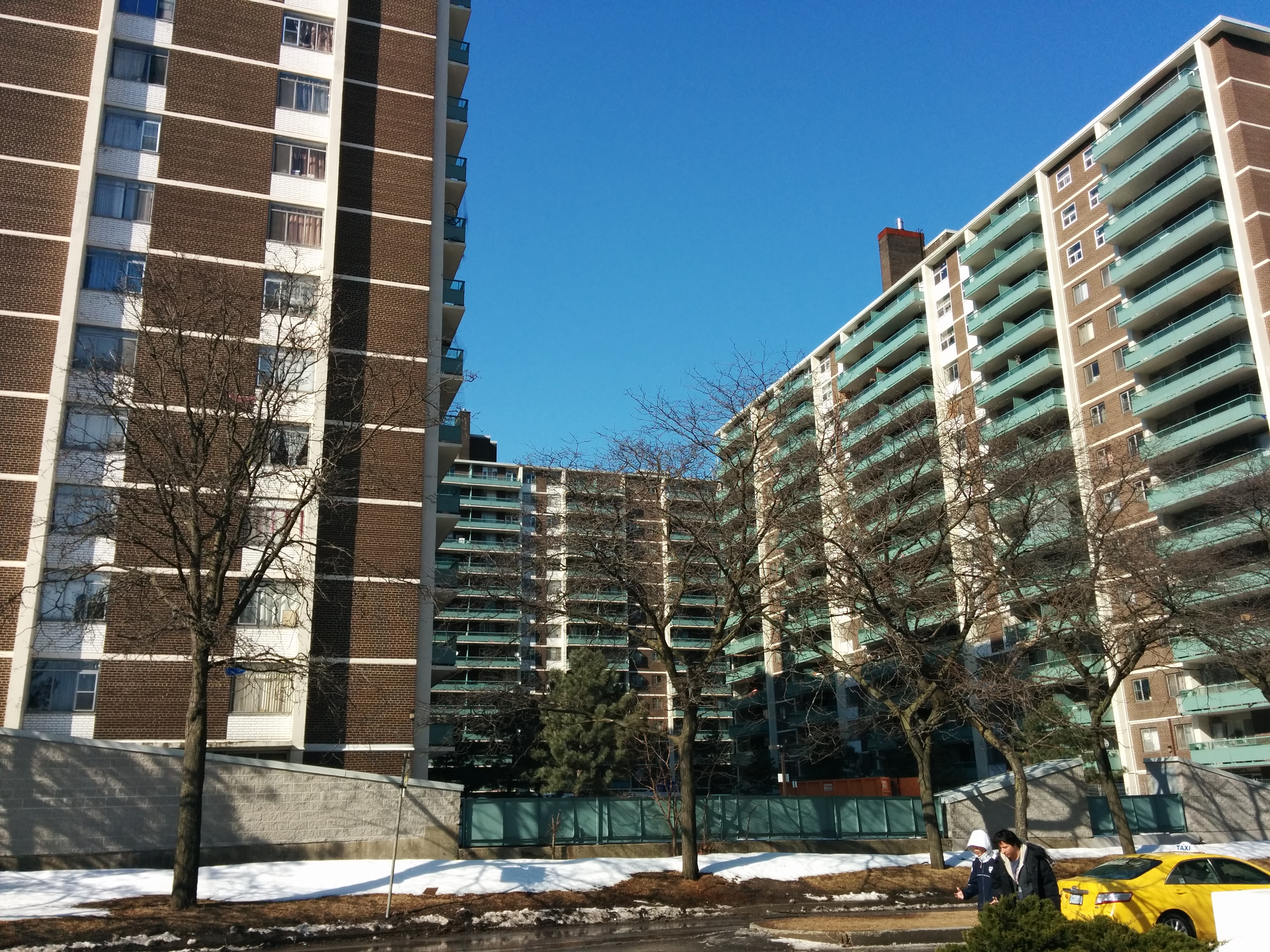
Модерністські квартирні вежі району Сент-Джеймс, засновані на концепції Ле Корбюзьє «вежі в парку».

У післявоєнні роки також зростала кількість житла у багатоквартирних будинках. У 1960–1970-х роках такий тип житла в основному орієнтувався на мешканців з низьким та середнім рівнем доходу. Починаючи з 1950-х років, місто знесло старі квартали з низьким рівнем доходу, замінюючи їх житловими проектами, в кінцевому підсумку знищуючи великі частини вікторіанського житла. Найбільш раннім і найвідомішим прикладом таких проектів був Ріджент-Парк. Він замінив значну частину бідняцького Кебіджтауну на низку малоповерхових та багатоповерхових будинків, які швидко перетворилися на осередки криміналу і стали навіть більш депресивними, ніж знесений район. У наступні роки подібні проекти, такі як Мосс-парк та Александра-парк, були менш катастрофічними, але також далеко не успішними. Найгустіша громада Канади Сент-Джеймс-Таун була побудована в цю епоху як район житлових багатоповерхівок приватної та державної власності в окремих вежах, яка також замінила вікторіанський квартал. Ці закономірності різко змінилися, починаючи з 1970-х років, і джентрифікація почала перетворювати колись бідні квартали, такі як Кебіджтаун, на деякі з найпопулярніших і найдорожчих об'єктів нерухомості міста.
За межами центральної частини навіть нові квартали пережили значне висотне будівництво багатоквартирних будинків, оскільки будівельники прийняли проект «веж у парку», винайдений Ле Корбюзьє. Вежі будувались далі від тротуару, залишаючи на території навколо будівлі місце для паркування, газонів, дерев та іншого озеленення. Це, як правило, прості, обкладені цеглою залізобетонні багатоповерхівки з прямокутною основою і практично без елементів оздоблення, окрім хіба що різних візерунків розміщення балконів для кожного будинку. Однак деякі багатоквартирні будинки цієї епохи використовують менш традиційні конструкції у форматі «вежі в парку», такі як  Prince Arthur Towers, вежі Jane-Exbury Towers та будинок на 44 Walmer Road, спроектовані фірмою Uno Prii.
У 1972 році канадський податковий кодекс був докорінно змінений, що зробило орендне житло набагато менш привабливим для інвесторів. Водночас деіндустріалізація відкрила низку нових напрямків для житлової забудови. Нові проекти набули форми кондомініумів. Ця форма житла була запроваджена Законом про кондомініуми провінції Онтаріо в 1960-х роках, але лише у 1980-х роках ці квартири стали дуже популярними. Початковий «кондо-бум» розпочався в 1986 році, але ринок зазнав краху наприкінці 1980-х — на початку 1990-х років, і багато інвесторів зазнали колосальних збитків.
У 1995 р. ціни на квартири все ще були на 30% нижчими від попередніх максимумів. Того року в Торонто розпочався новий бум. У Торонто побудовано безпрецедентну кількість нових проектів. У 2000 році журнал Condo Life перерахував 152 окремі проекти великих «кондо», що реалізуються в місті Торонто. До 2007 року кількість проектів у метрополії Торонто досягла 247. Цей розвиток подій призвів до явища, яке деякі спостерігачі називали мангеттенізацією Торонто.
Цей розвиток було зосереджено в центрі міста, особливо в колишніх промислових районах, недалеко від центрального ділового району. Найбільшим подібним проектом є CityPlace, скупчення квартирних веж на колишніх залізничних землях біля берега озера. Цей проект на 2 мільярди доларів зрештою складатиметься з 20 різних веж, розрахованих на близько 12 000 мешканців. Транзитно-орієнтовані проекти також поширені в Торонто, наприклад, Північний Йорк-центр та Шеппард-Схід вздовж одноіменної лінії метро та Шеппард-Захід вздовж майбутньої лінії метро на захід.

### Вторинні апартаменти
Вторинні апартаменти дозволено використовувати в Торонто з 2012 року, при цьому пропускне житло дозволено з 2018 року, а садові апартаменти - з 2020 року.

## Комерційна архітектура

### Фінансовий район

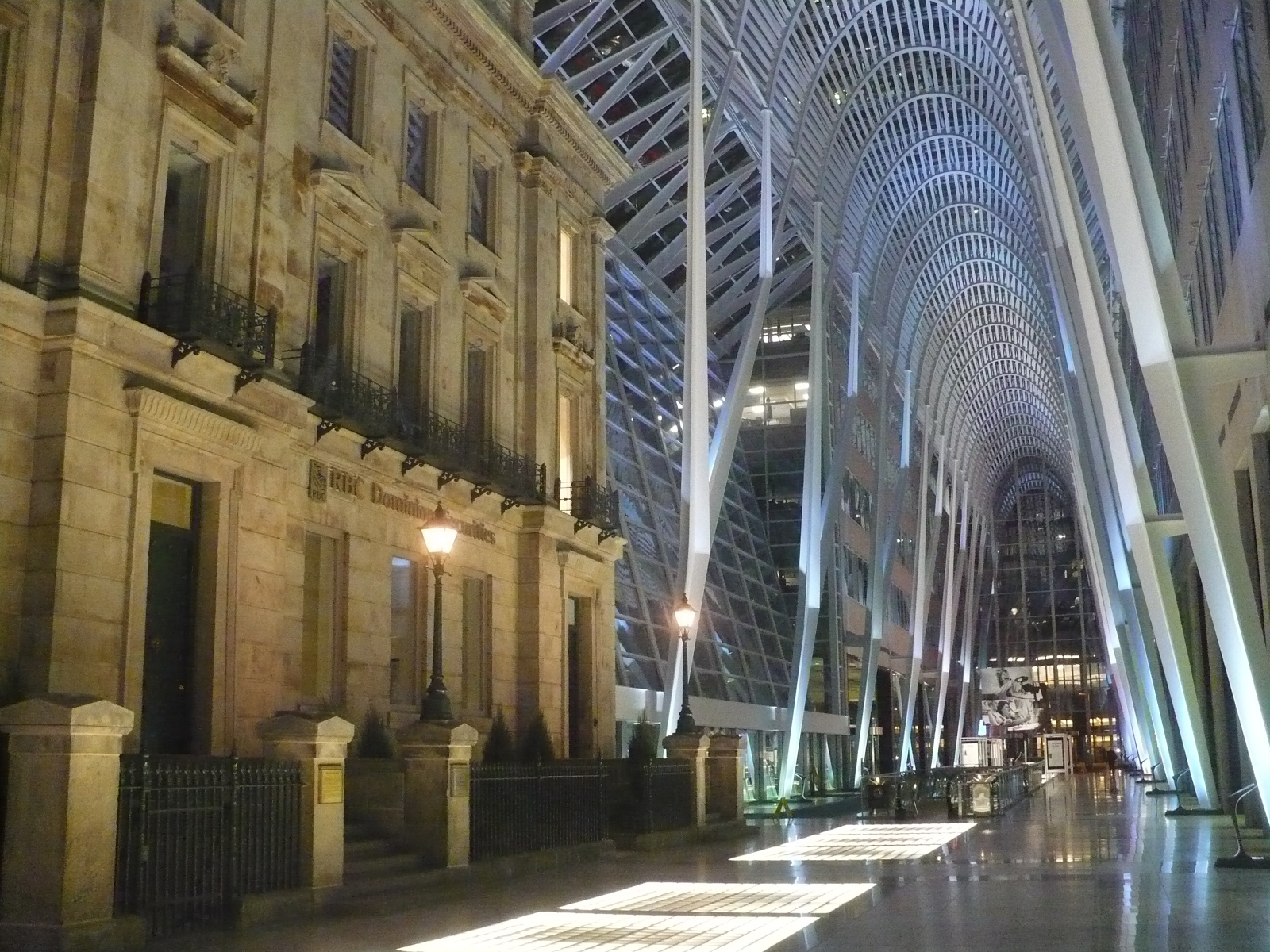
Галерея Аллена Ламберта — це атріум, що з'єднує площу Сема Поллока з рештою Фінансового району. Цей неофутуристичний проєкт Сантьяго Калатрави, у вигляді атріума включає кілька давніх будівель уздовж нього.

Торонто - комерційний центр Канади. Багато найбільших фірм країни мають у місті офіси, а більшість інших зберігають значну присутність у місті. Серед найстаріших та найвизначніших фірм Канади — банки Великої п'ятірки, і саме банки звели багато найвидатніших будівель Торонто. Фінансовий район зосереджений на перетині Бей-стріт і Кінг-стріт посередині центру міста. У кварталах на кожному куті цього перехрестя розташовані офісні вежі найбільших банків. Цей кластер включає чотири з п'ятьох найвищих будівель Канади.
На південному заході Бей-стріт і Кінг-стріт знаходиться центр Торонто-Домініон Міса ван дер Рое, комплекс із шести чорних веж у міжнародному стилі. Його найвища вежа колись домінувала над горизонтом Торонто як перший сучасний хмарочос міста та найвища будівля в Канаді з 1967 по 1972 рік. На південно-східному розі — комплекс CIBC Commerce Court. Це комплекс із чотирьох офісних будівель. Перша будівля, відома з 1970-х років як Commerce Court North, була побудована в 1930 році як штаб-квартира. Спроектована фірмою Darling and Pearson, 34-поверхова вежа була найвищою будівлею Британської імперії / Співдружності Націй до 1962 року. У 1972 році було зведено три інші будівлі, що створили комплекс Торгового двору: Торговий двір-Захід за проектом Бей Юйміна (найвища будівля в комплексі на 57 поверхів і найвища будівля в Канаді з 1972 по 1976 рік), Торговий двір Схід (14 поверхів) та Південний торговий двір (5 поверхів). Через перехрестя на північно-західному куті знаходиться First Canadian Place, в якому розміщені основні офіси Банку Монреаля в Торонто. Він був розроблений Едвардом Дареллом Стоуном і спочатку вкритий каррарським мармуром. З 1975 року він має звання найвищої офісної будівлі Канади висотою 298 м. Scotia Plaza, штаб-квартира Scotiabank, є другою за висотою будівлею в Канаді і є найновішою з офісних веж на перехресті Бей-стріт та Кінг, яку було завершено в 1988 році. Неподалік Бей-стріт та Кінг знаходяться ряд інших веж. На південь є Royal Bank Plaza, головна будівля Королівського банку Канади в Торонто. На перехресті Бей і Веллінгтон знаходиться TD Canada Trust Tower, третя за висотою будівля в Канаді, та її двійник, Brookfield Place (Toronto).

### Готелі

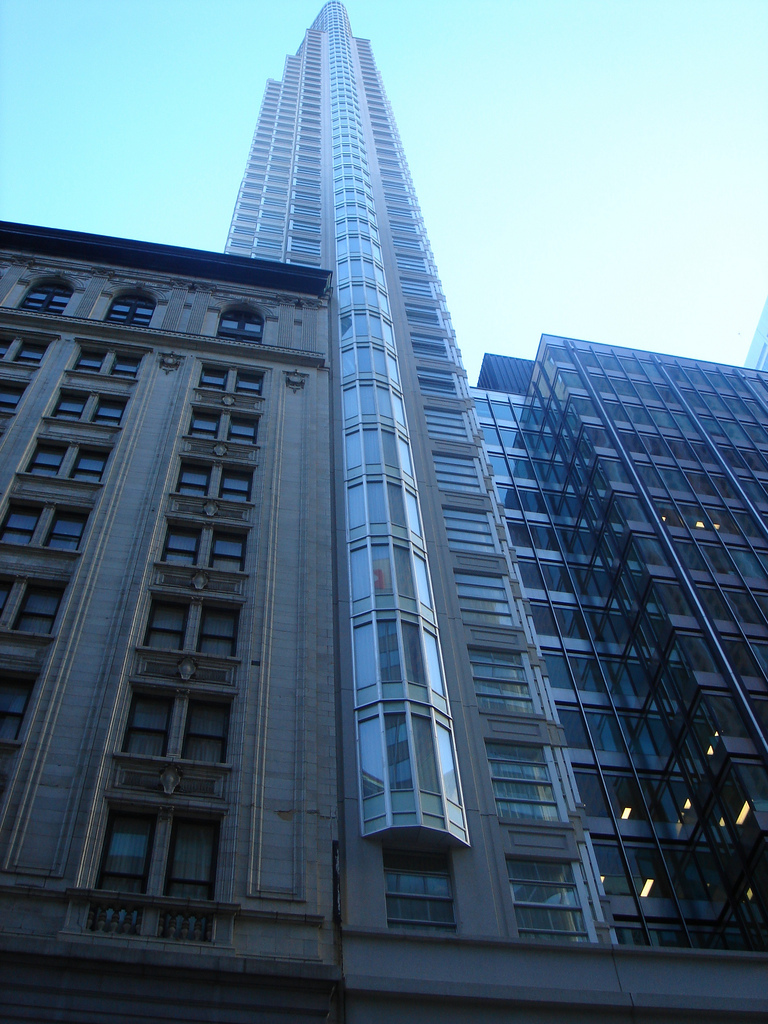
Готель One King Street West - це готель, який включає постмодерну вежу в колишню будівлю Домініон-банку. Оригінальна будівля була завершена в 1914 році.

Багато ранніх готелів Торонто були невеликими заїздами та тавернами, які будували вздовж кожного з основних шляхів виїзду з міста. Найстарішим готелем у Торонто, що зберігся, є Montgomery's Inn  в Етобіко, який був побудований у 1832 році. Lambton House — ще одна збережена готельна структура, яка також обслуговувала тих, хто подорожував вулицею Дандас. З тих пір обидва готелі були переобладнані під музеї.
Поява залізниці в середині XIX століття різко змінила схему подорожей, і нові готелі цієї епохи були скупчені навколо залізничних станцій. Поза центральним ядром виросли менші готелі, які обслуговували станції в тодішніх віддалених районах міста. На заході до них належали готелі «Ґладстон» та «Дрейк», тоді як на сході були побудовані готель «Нью-Бродв'ю-Гауз» і готель «Нью-Едвін».
У ХХ столітті з’явилося нове покоління готелів, набагато більших та монументальніших, ніж раніше, коли хмарочос набув популярності. Готель Omni King Edward був заснований в 1903 році і є найстарішим великим готелем, який досі функціонує у місті. У 1927 році the Queen's  було зруйновано і замінено на готель Fairmont Royal York. На той час новий готель був найвищою будівлею в Канаді і швидко став найелітнішим житлом міста. У північній частині міста в цю епоху також було зведено Парк Плаза в 1929 році.
У 1970-х і 1980-х роках у центральній частині Торонто відбувся ряд великих готельних проектів: Sheraton Center, Toronto Hilton, Sutton Place і Four Seasons додали тисячі нових номерів на ринок. Внаслідок економічного спаду наприкінці 1980-х років кілька готелів зазнали фінансових проблем. З середини 2000-х років бурхливий ринок нерухомості, особливо в центрі Торонто, призвів до низки нових готельних проектів, часто в поєднанні з проектами кондомініумів. У центральній частині Торонто було завершено безпрецедентну кількість основних готельних проектів, серед яких - Санкт-Регіс Торонто (раніше відомий як Міжнародний готель і вежа Трампа, потім готель Аделаїда Торонто), Ritz-Carlton, Living Shangri-La та новий Four Seasons Hotel and Residences.
Широко впровадженою та важливою концепцією міського пейзажу Торонто є концепція Мейн-стріт (не плутати з вулицею, що насправді називається Мейн-стріт у Східному Торонто, яка не є "головною" вулицею міста), що тягне за собою вуличний пейзаж, який характеризується будівлями на невеликих ділянках (фасади менше 12.5 м) від 2 до 5 поверхів. Ці будинки призначені для роздрібної торгівлі на рівні вулиці, а вищі поверхи — це житло. Як правило, вони будуються до краю ділянки та на всю ширину ділянки. Таким чином будинки утворюють звичний торговельний ряд, який продовжується у всіх суміжних будинках вздовж вулиці, де є прямий доступ через головний вхід магазину з громадського тротуару. Концепт «головної вулиці» - це невелика пішохідна зона, на яку виходять фасади магазинів на жвавих дорогах, і які підтримують життєздатність громад та безперервність вуличного пейзажу.

### Торгові центри

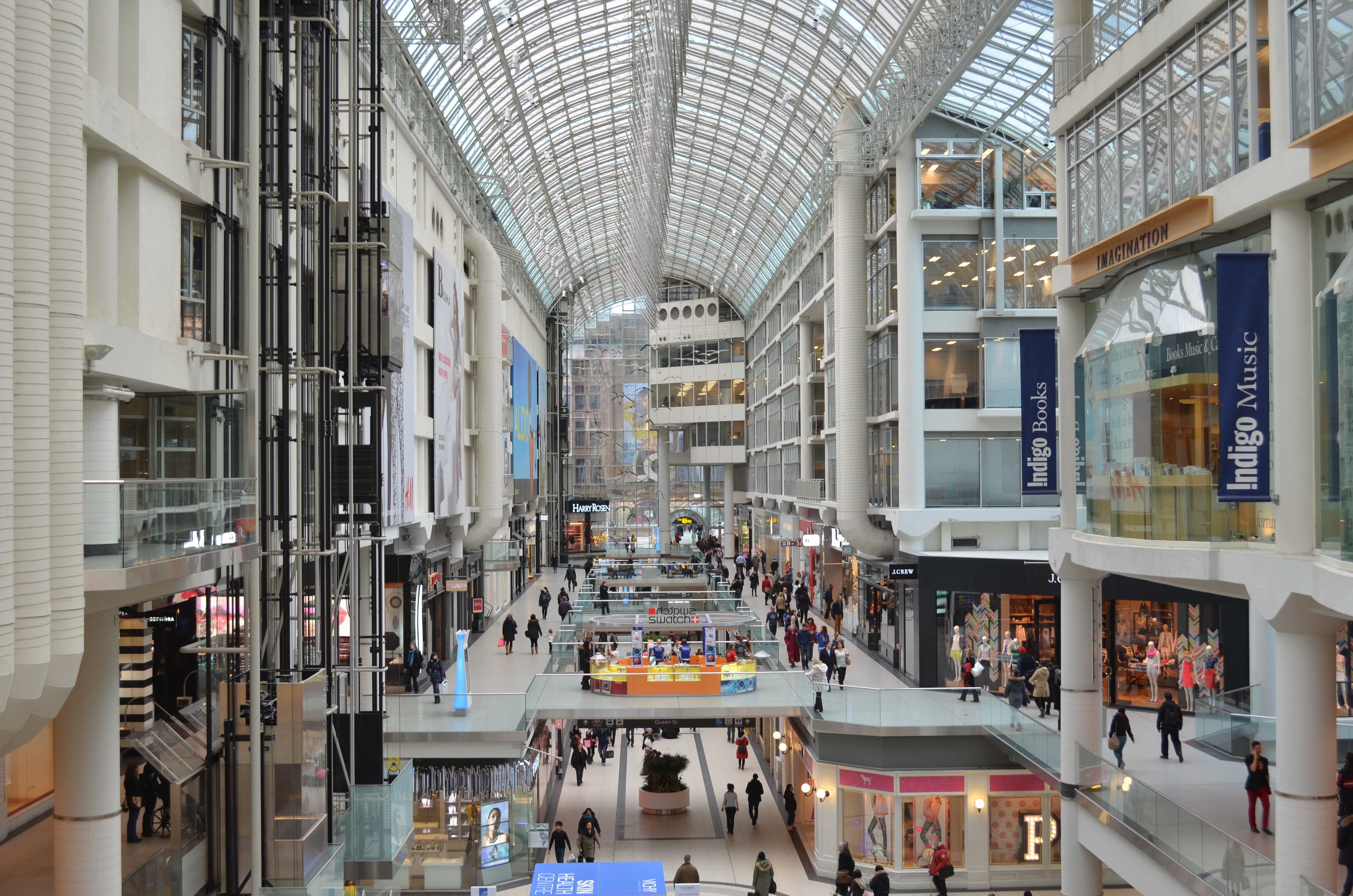
Інтер'єр Торонто Ітон-Центру у 2013 році

Спроектований Ебергардом Зайдлером Ітон-центр представляв один із перших міських торгових центрів у Північній Америці. Він був розроблений як багаторівнева склепінчаста галерея зі скляною стелею за зразком Galleria Vittorio Emanuele II у Мілані в Італії. На момент відкриття в 1977 році дизайн інтер'єру Ітон-центру вважався досить революційним і вплинув на архітектуру торгових центрів у всій Північній Америці. Спочатку плани передбачали знесення Старої ратуші та церкви Святої Трійці, але врешті-решт вони були скасовані після громадського протесту. Зрештою, Луїза-стріт, Дауніз-лейн та Альберт-лейн були закриті та зникли з вуличної мережі міста, щоб звільнити місце для нового офісно-торгового комплексу. З 2010-х років Ітон-центр є найбільш відвідуваною туристичною атракцією Торонто та найбільш відвідуваним торговим центром у Північній Америці.
Великі розлогі торгові центри поширені у передмістях Торонто. Серед найбільш помітних таких центрів - торговий центр Yorkdale, який відкрився в 1964 році як один з найбільших торгових центрів у світі. Торговий центр був побудований з новою системою для роздрібної торгівлі для отримання товарів. У більшості торгових центрів приймальні двері розташовані з тильної сторони, тоді як Йоркдейл був побудований з односторонньою дворядною дорогою для вантажівок, що пролягає попід центром і веде безпосередньо до підвальних сховищ роздрібної торгівлі. Серед інших великих торгових центрів Торонто - Scarborough Town Centre, торговий центр Fairview Mall та Sherway Gardens.

## Інституційна архітектура

### Органи влади

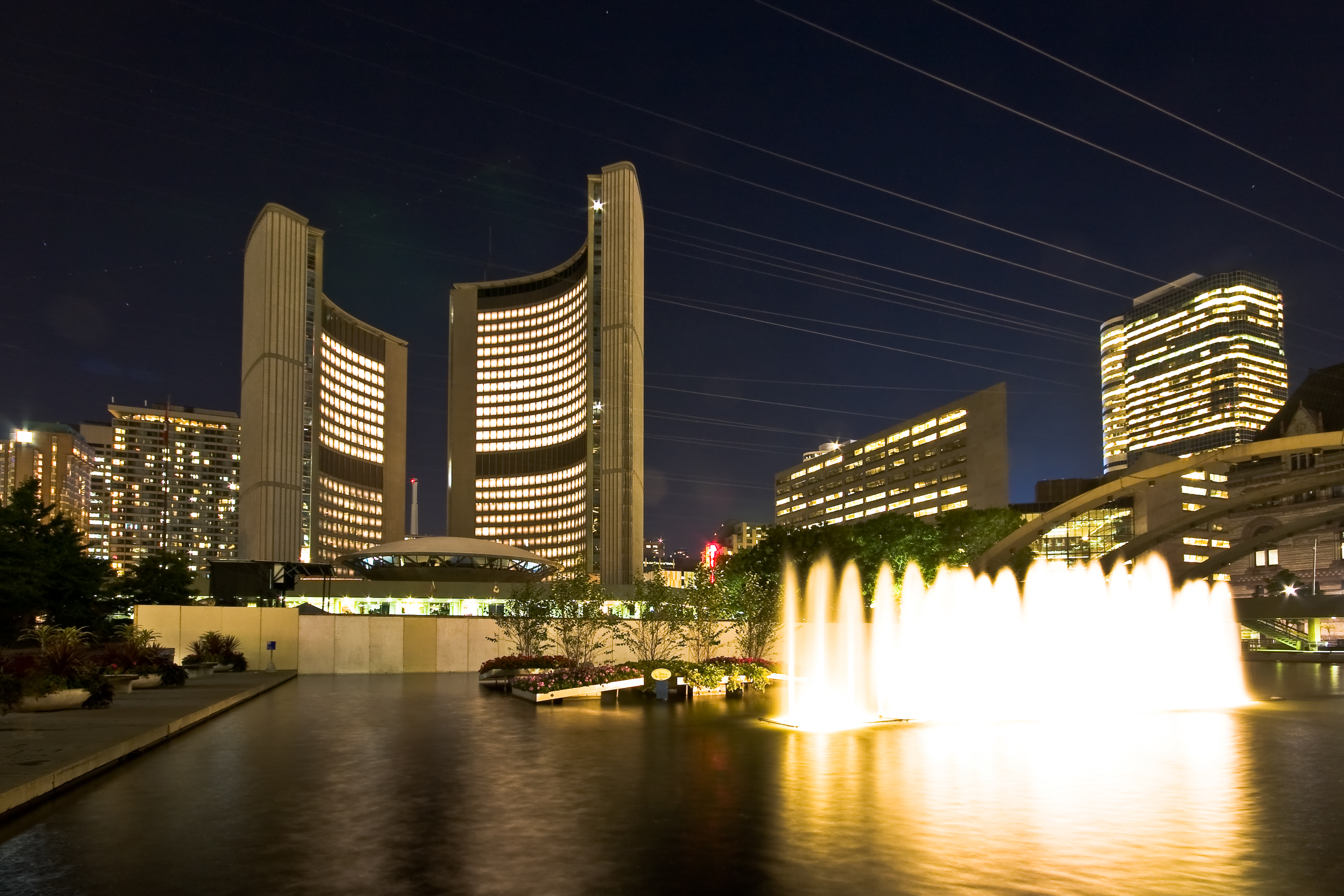
Модерністичний дизайн мерії Торонто був винесений на конкурс після негативного сприйняття початкової пропозиції. Фотографія 2008 року.

Торонто — столиця провінції Онтаріо. Неороманська Законодавча асамблея Онтаріо — одна із найвидатніших пам'яток міста, що стоїть у фокусі перспективи в кінці Університетської авеню. На схід від законодавчої асамблеї знаходиться ряд урядових будівель, серед яких найвідомішим є квартал Вітні. Створені протягом багатьох десятиліть, вони несуть на собі різі стилі. Провінційний уряд не бажав платити за такі пишні структури, як приватний сектор, і мало яка з пізніших провінційних будівель має велике значення.

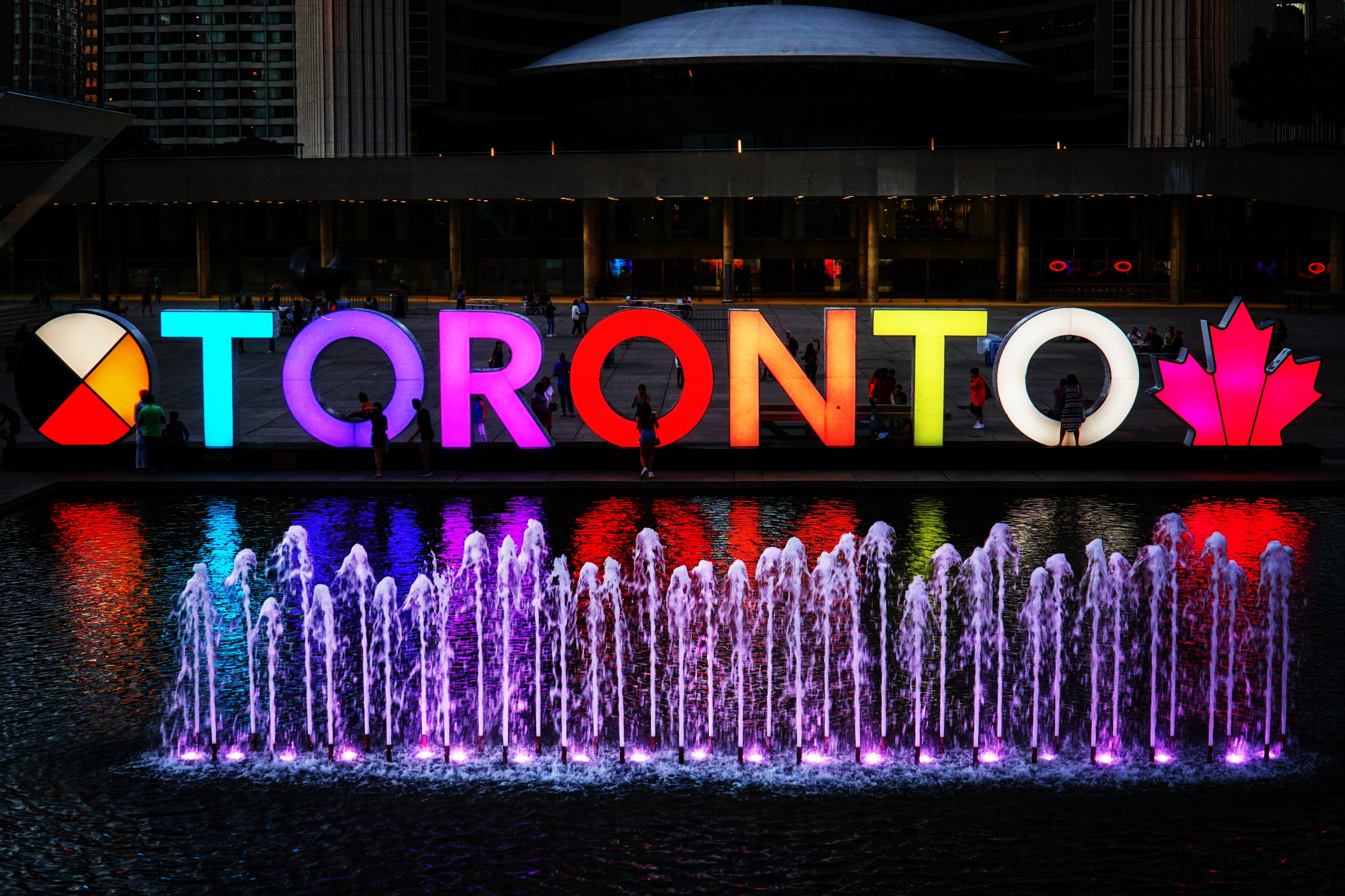
Об'ємний знак Торонто, встановлений у час Панамериканських ігор 2015 року

Дві найвизначніші та найвідоміші споруди в центрі Торонто — це стара і нинішня ратуші. Стара ратуша була побудована в 1899 році і є яскравим зразком стилю пізнього вікторіанського неороманського історизму. Через дорогу від неї зовсім інша нова мерія Торонто, відкрита в 1965 році. Ця відверто модерністська структура була спроектована фінським архітектором Вільйо Ревелом. Вона виходить на площу Нейтана Філіпса, яку також спроектував Ревел. Сьогодні обидві будівлі вважаються символами міста. 3D-знак Торонто був встановлений на площі Нейтана Філіпса до відкриття Панамериканських ігор 2015 року, а постійна версія знаку встановлена в 2020 році.

### Вищі навчальні заклади

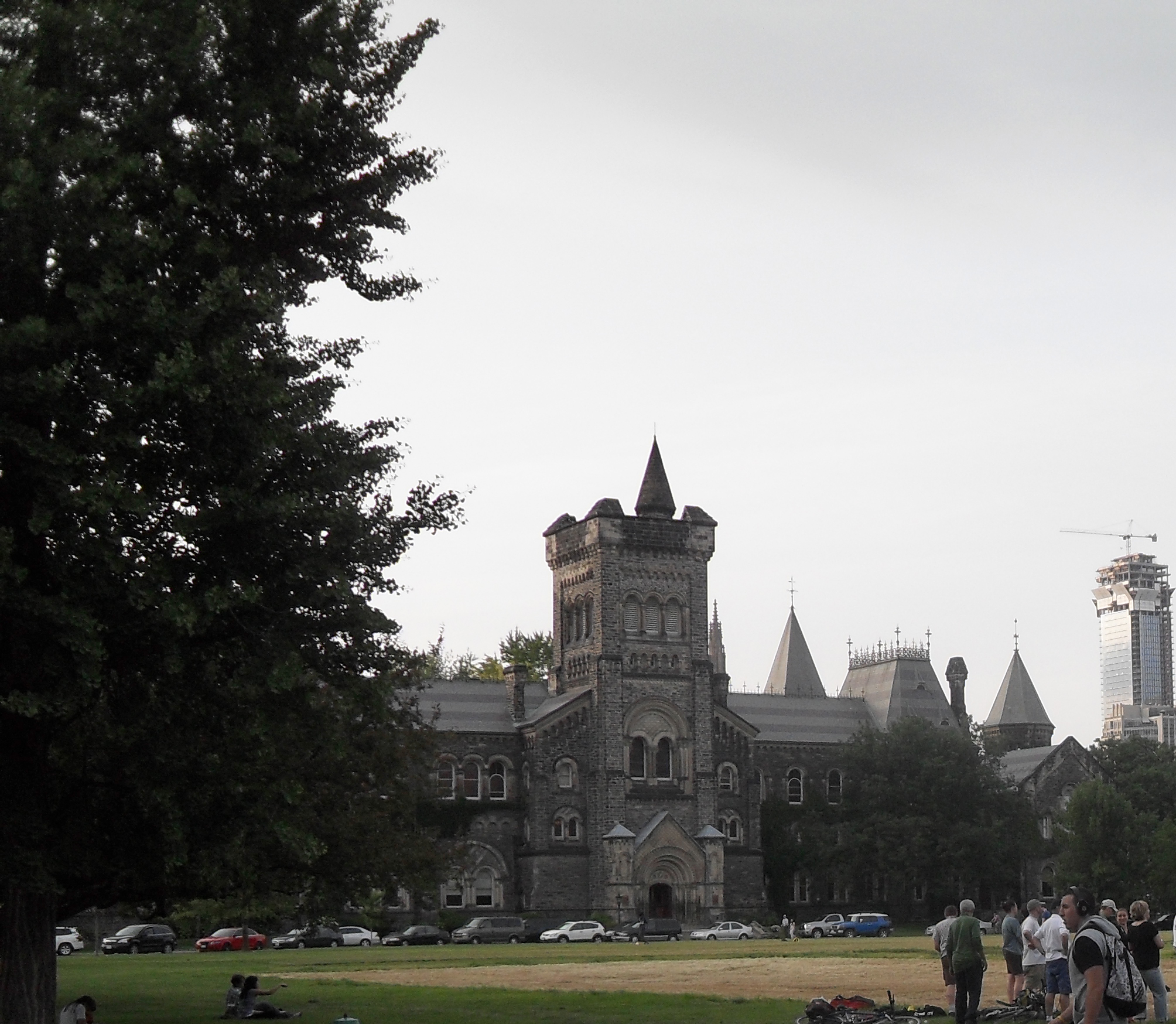
Розроблений Фредеріком Камберлендом з використанням норманського та неороманського стилів, університетський коледж був закінчений у 1859 році.

Для Університету Торонто (U of T) був прийнятий драматичний дизайн і монументалізм, і його видатне розташування в центрі міста надало його будівлям особливого естетичного значення. Побудовані протягом майже двох століть, будівлі університету охоплюють широкий спектр стилів. Колегіальний неоготичний стиль був прийнятий для багатьох найдавніших будівель, таких як Гарт-Гауз, Триніті-коледж та Бурваш-гол, але в кампусі є також приклади майже всіх вікторіанських стилів у рамках історизму. За останні десятиліття університет створив приклади модернізму, такі як Фізичні лабораторії Макленна; бруталізму, як наприклад, бібліотека Робартса; та постмодернізму, як наприклад, аспірантуру лауреата премії архітектури Пріцкера Тома Мейна. Сер Норман Фостер спроектував фармацевтичний корпус університету Торонто імені Леслі Л. Дана, в якому знаходиться найбільший фармацевтичний факультет Канади. Він був завершений у 2006 році.
Два інші великі університети — університети Йорка та Раєерсона — були в основному побудовані за останні роки і мають менше архітектурних пам'яток. Раєрсон довгий час переважно не виділявся з краєвиду середмістя, з університетською бібліотекою в стилі бруталізму, подіумом та комплексом Йорґенсен-Голу, розміщених за половину кварталу на схід від вулиці Янґ, але з 1990-х років безпрецедентний будівельний проект значно розширив кампус і зробив його набагато помітнішим. Йорк, як і багато університетів, які значною мірою виникли в 1950-х і 1960-х роках, здебільшого уникав монументалізму, дотримуючись менш драматичних та більш зрівноважених архітектурних смаків, зокрема використовуючи бруталізм, як наприклад у Бібліотеці Скотта.
Коледж мистецтв та дизайну Онтаріо, який протягом багатьох років обмежувався низкою порівняно непривабливих будівель у західній частині центру міста, був перетворений в 2004 році шляхом додавання Центру дизайну Шарпа за проектом Вілла Алсопа. Він складається з чорно-білої крапчастої коробки, підвішеної на висоті чотирьох поверхів від землі, підтримуваної набором різнокольорових стовпів-«олівців» під різними кутами.

### Музеї

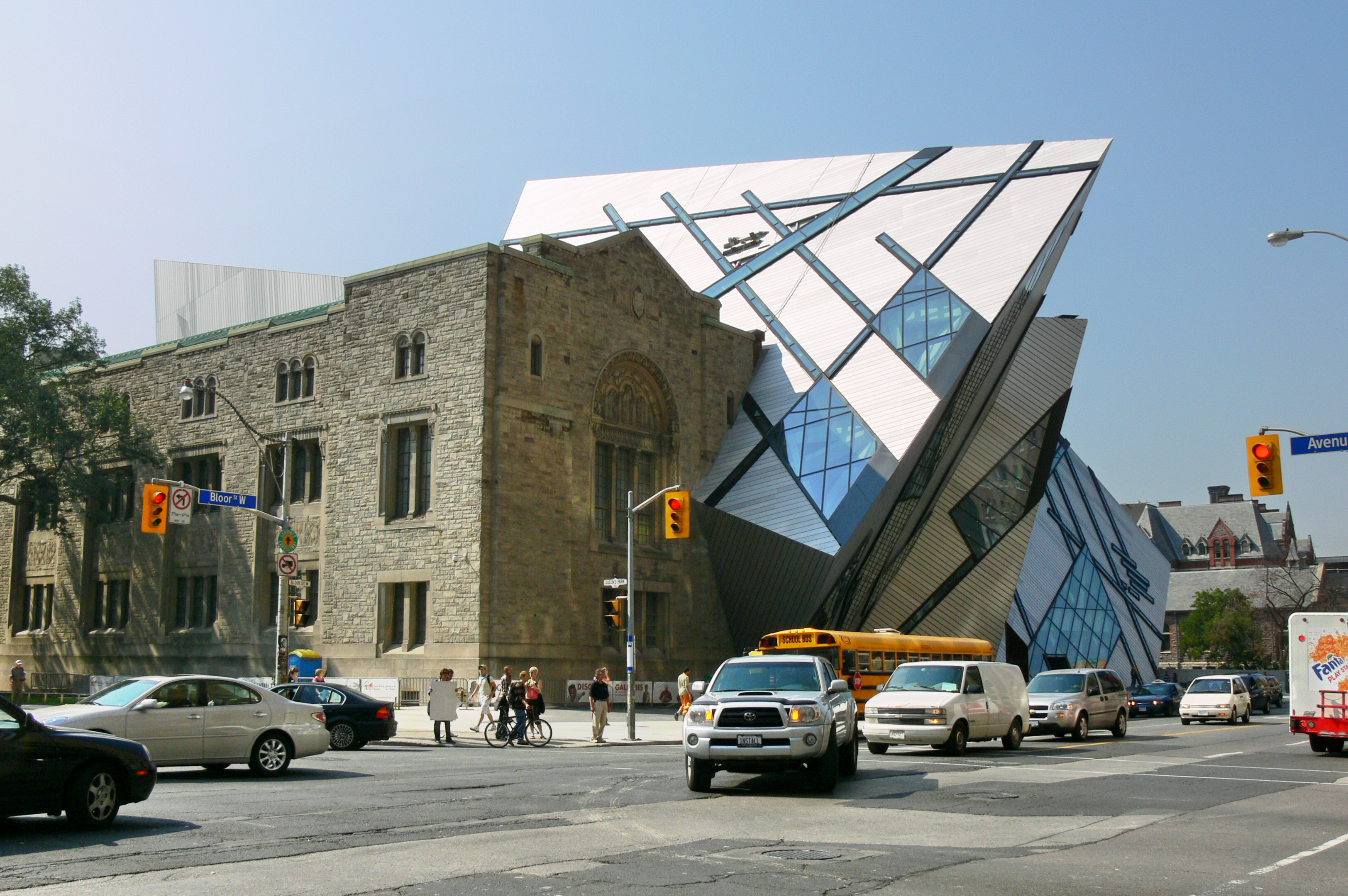
Відкритий у 1914 році Королівський музей Онтаріо (ROM) був спроектований у стилі романського відродження. Пізніше були долучені стилі арт-деко, неовізантійський та деконструктивний.

У Торонто розміщені різноманітні музеї різноманітних стилів. Зала слави хокею розміщена в будівлі стилю боз-ар, спроектованій Френком Дарлінґом і яка раніше була філією Банку Монреаля. Декілька найвидатніших музеїв Канади розташовані в Торонто, і з кінця 2000-х років відбулося низка архітектурно сміливих розширень. Нещодавно Музей Ґардінера замовив KPMB Architects на реконструкцію та розширення, які було завершено в 2006 році. Дизайн складається з яскраво виражених прямокутних та квадратних вікон у різних асиметричних площинах. Відкритий у 1914 році Королівський музей Онтаріо - найбільший у Канаді. У 2007 році відбулося розширення за проектом Даніеля Лібескінда, давши музею серію величезних «кристалів», які різко піднімаються на п'ять поверхів з вуличної поверхні. Ці кристали названі на честь Майкла Лі-Чіна, який фінансував значну частину фасаду. Реконструкція Художньої галереї Онтаріо Френком Ґері, завершена в листопаді 2008 року, повністю змінила музей всередині та зовні. Новий фасад галереї став вправою на прозорість, а верхній рівень перетворився на новий скульптурний майданчик. Інші музеї, серед яких Музей взуття Бата на північному кінці Університету Торонто, Музей Аґа-Хана та Центр науки (Онтаріо) в районі Дон-Міллз, що за кілька кілометрів на північний схід від центру Торонто.

### Культові споруди

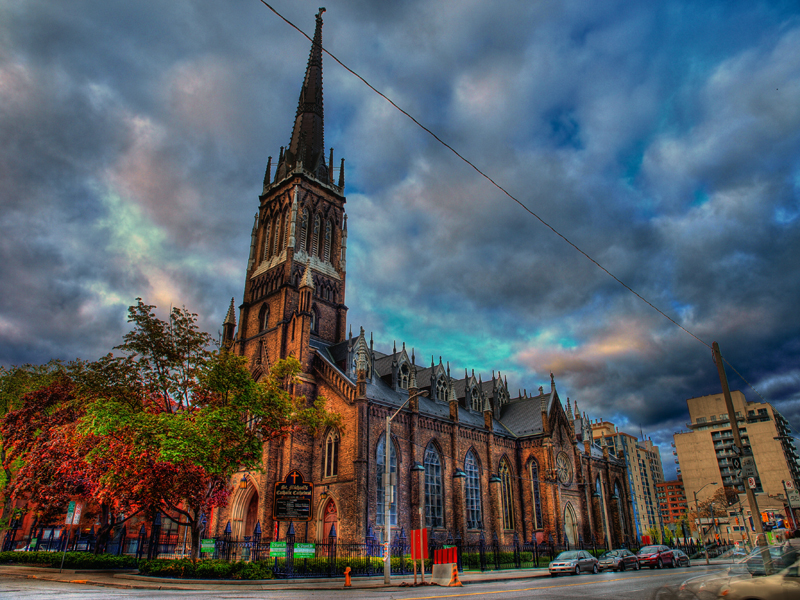
Завершений в 1848 році, собор Сент-Майклз є одним із багатьох прикладів архітектури готичного відродження в Торонто.

Однією з найпоширеніших категорією споруд Торонто є велика кількість церков та інших культових споруд. У 19-му та на початку 20-го століття в Торонто проживали парафіячни численних християнських конфесій, кожна з яких зводила широкий спектр церков у сьогоднішній центральній частині Торонто. З часом зменшення чисельності населення в середмісті та відхід від основних конфесій призвели до того, що багато з цих церков зникли. Багато все ще залишаються, і це одні з найбільш помітних будівель у місті. Хоча деякі дуже ранні церкви були в ґеорґіанському стилі, домінантою стала неоґотика. Ґотичне відродження використовувалось по суті для всіх основних протестантських церков Торонто до початку 1950-х років. Римо-католицькі церкви також найчастіше були ґотичними, хоча також були споруджені барокові та італіанійські церкви. Прихід модернізму змусив церкви всіх конфесій відійти від ґотики і прийняти модерністську архітектуру з широким спектром дизайнів. Це типовий церковний стиль, який зустрічається в передмістях, створених після Другої світової війни.
З кінця 19 століття в Торонто є активна єврейська громада. Спочатку в центрі міста було збудовано кілька синагог, і сьогодні їх ще лишилось кілька. Після Другої світової війни єврейська громада нещодавно оселилась щільною громадою в "коридорі" вулиці Батерст. В кінці 20 століття і на початку 21 століття в Торонто зросла значна кількість інших релігійних груп, які збудували в місті традиційні релігійні споруди. Побудовано кілька мечетей, а також буддистські та індуїстські храми . Одним з найбільш помітних є індуїстський BAPS Шрі Свамінараян Мандір Торонто, який відкрився на північному заході міста в 2007 році.
Українська громада має в Торонто близько десятка церков, більшість з яких збудовані у сучасних стилях з незначними традиційними елементами. Серед культових споруд, які мають історичне значення як об'єкти архітектури, слід згадати будинок Монастиря Сестер Служебниць, збудований Едвардом Ленноксом по вулиці Austin Terrace через дорогу від Каса Ломи в неотюдорівському стилі. У монастирі чудово збережені всі елементи внутрішнього оздоблення, яке становить культурну цінність для міста.

## Архітектура закладів культури
У Торонто є численні театральні та спортивні зали. Багато з цих театральних та спортивних майданчиків продають свої іменні права великим корпораціям.

### Театральні заклади

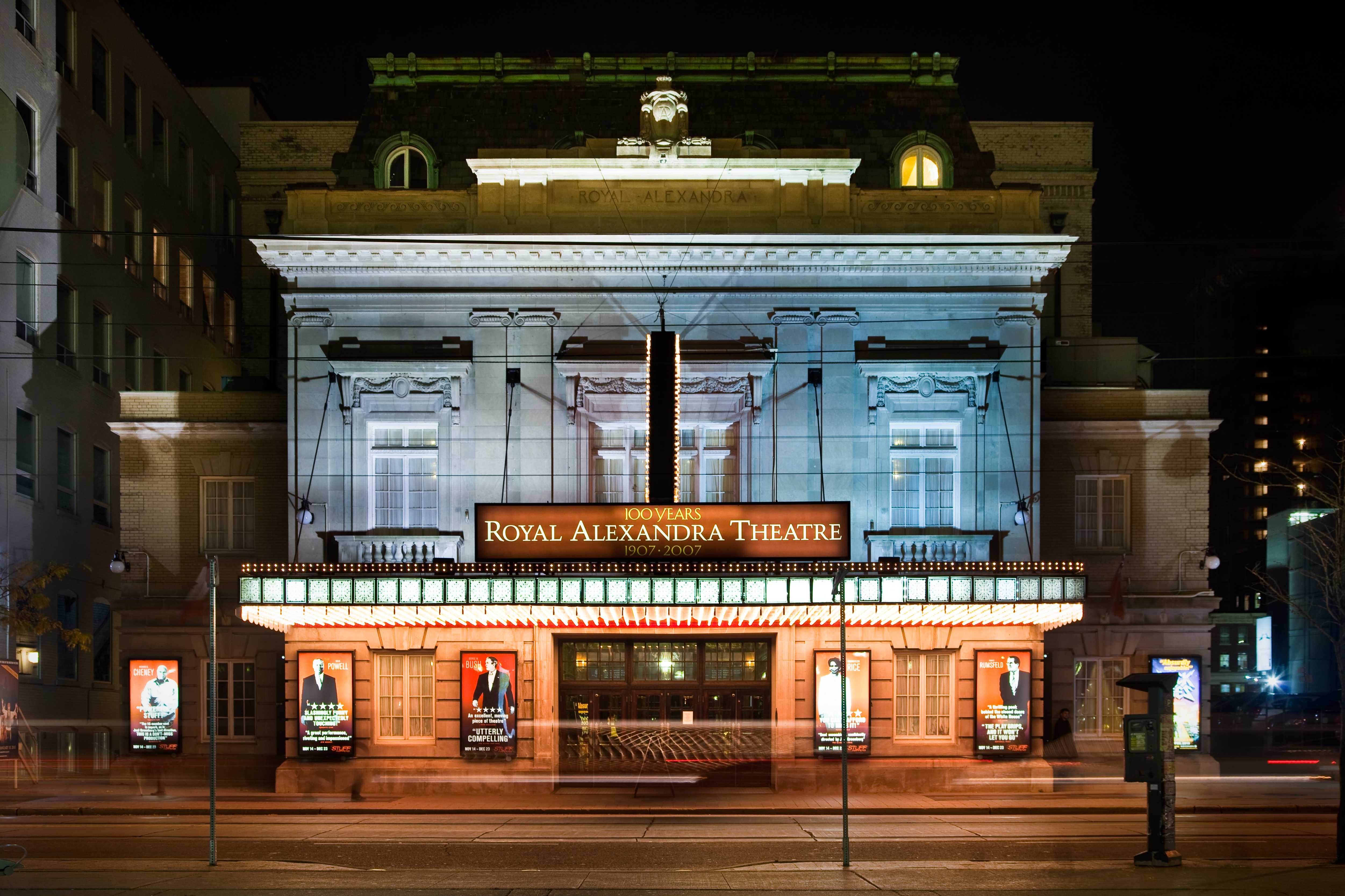
Театр «Royal_Alexandra_Theatre» був завершений в 1909 році і є прикладом архітектурного стилю Beaux-Arts, типового для театрів Британської імперії початку 20 століття.

У місті працює низка музичних театрів та майданчиків, зокрема Рой Томсон-Голл. Спроектований канадськими архітекторами Артуром Еріксоном та Mathers and Haldenby, зала Роя Томсона на 2630 місць відкрилася в 1982 році як основне приміщення Симфонічного оркестру Торонто. Попередній будинок симфонічного оркестру Торонто, Массі-Голл, є найстарішим приміщенням музичного театру в Торонто і продовжує функціонувати до сьогодні. У червні 2006 року Центр сценічних мистецтв Four Seasons відкрився як новий будинок Канадської оперної трупи та Національного балету Канади. Спроектований Diamond + Schmitt, оперний театр на 2000 місць має багатоярусну глядацьку залу в формі підкови. Це перша споруда в Канаді, спеціально розроблена для розміщення як опери, так і балету з індивідуальною акустикою. Серед інших музичних театрів і концертних майданчиків Торонто - Музичний зал Денфорта, The Opera House та сцена Будвайзера (колишній канадський амфітеатр Молсон).
У місті також є ряд театрів, включаючи Королівський театр Александри, найстаріший театральний заклад у Північній Америці. Дизайн Royal Alexandra був натхненний архітектурним стилем витончених мистецтв початку століття, характерним для британських театрів. Інші відомі театральні сцени включають театри Елджин та Зимовий сад, Театр Еда Мірвіша Театр Батерст-стріт, Театр CAA, Принцеси Уельської та Зала Меридіан (колишній Центр сценічного мистецтва Sony та Центр Колібрі, який був відкритий як O'Кіф-Центр).

### Спортивні арени

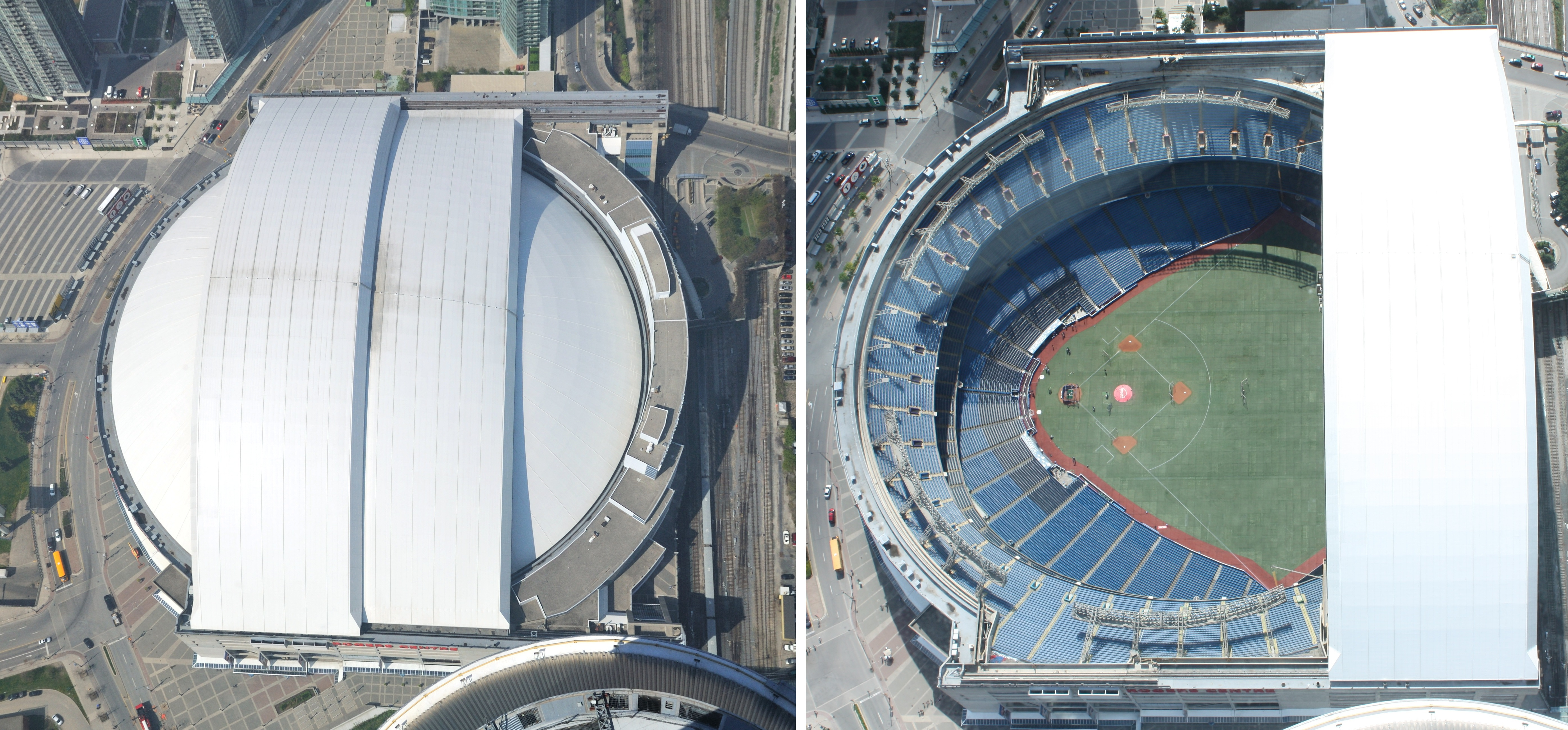
Зліва: центр Роджерса із закритим дахом
Справа: Роджерс-центр із відкритим дахом

У Торонто є кілька спортивних майданчиків, зокрема Роджерс-центр (колишній SkyDome), Скошіябенк-Арена (раніше Ер-Канада-Центр) та BMO Field, всі вони — сучасні діючі структури. Мейпл-Ліф-Ґарденс — це, мабуть, найвідоміший колишній спортивний майданчик Торонто, оскільки він протягом більшої частини історії згаданої команди був домашнім стадіоном команди Торонто Мейпл-Ліфс Національної хокейної ліги (НХЛ). Пізніше Мейпл-Ліф-Ґарденс були переобладнані під продуктовий і алкогольний магазин на перших двох поверхах, відповідно, а також магазин одягу на другому поверсі, а його верхній поверх, менша арена, атлетичний центр Маттамі — для хокейної команди Раєрсон Рамз, як а також для баскетбольних матчів на Панамериканських іграх 2015 року і змагань Ігор Нескорених-2017.
Інші спортивні майданчики в Торонто включають Колізей Кока-Кола (колишній Колізей Ricoh, що був відкритий як Колізей CNE), Стадіон Лампорт та Центр Авіва (колишній Центр Рексал).
Золота підкова (включаючи Торонто) побачила будівництво нових майданчиків для Панамериканських ігор 2015 року та Парапанамериканських ігор 2015 року, а також реконструкцію існуючих місць. Постійні майданчики, побудовані для Панамериканських ігор, включають спортивний центр "Торонто Пан-Ам" та стадіон стадіон Йоркс-Лайонз при університеті Йорка.

## Транспортна архітектура

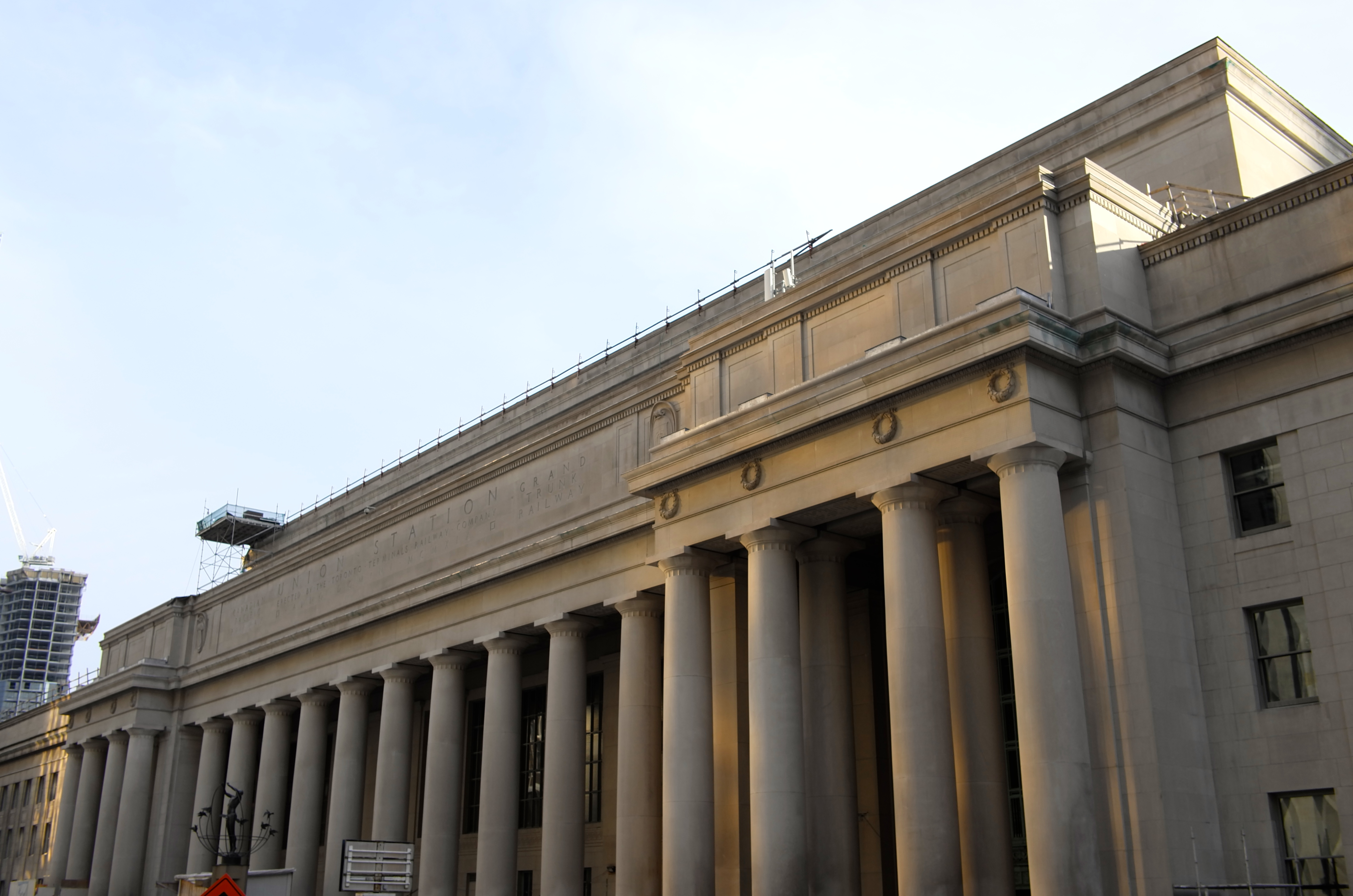
Спроектована в стилі Beaux-Art, Юніон-Стейшен була завершена в 1927 році.

Ранні станції метро в Торонто були утилітарними за задумом. Про ці станції часто жартують як про «серію ванних кімнат без сантехніки», завдяки широкому використанню плитки Vitrolite. Пізніше деякі станції метро  була проектовані відомими архітекторами, зокрема, секція на вулиці Спадайна на лінії 1 Янґ-Університет, а також на лінії 4 Sheppard по однойменному проспекту. Розширення ділянки Спадайна лінії 1 до станції Vaughan Metropolitan Centre також має унікальну архітектуру.
Музейну станцію було відремонтовано, щоб вона нагадувала колекцію Королівського музею Онтаріо; цей ремонт був завершений у 2008 році. Станції метро Dufferin, Юніон-Стейшен та Пейп були відремонтовані в середині 2010-х років, одночасно отримавши деякі художні прикрасити, а у випадку Юніон також була додана друга платформа, хоча і не як іспанське рішення. В інтер'єрі ряду інших станцій також використаний арт-дизайн.

## Орієнтири

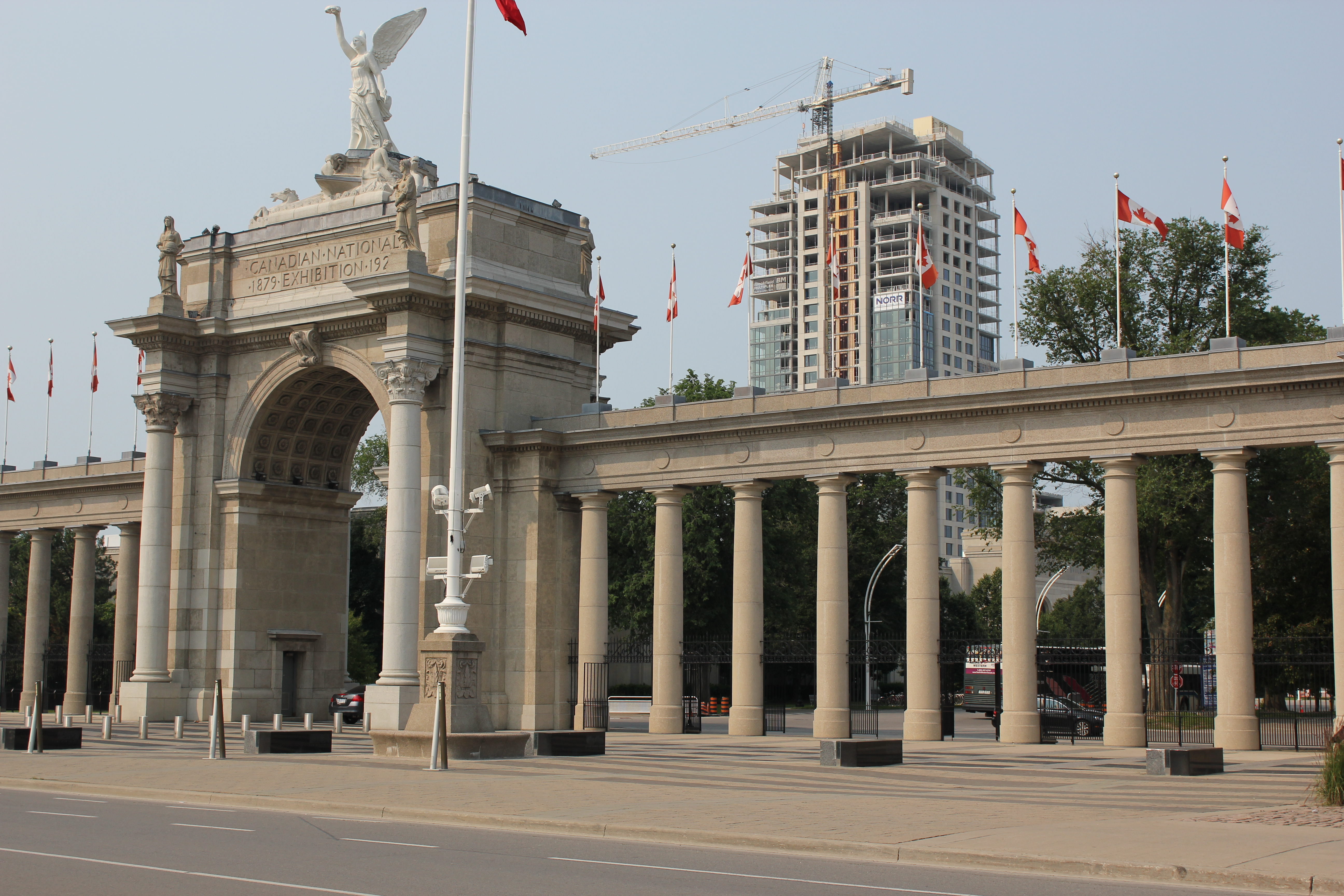
Збудована в 1927 році Брама принців — це неокласична тріумфальна арка.

Найвизначнішою пам'яткою Торонто та її найвідомішим символом є вежа CN-Tower. Це була найвища у світі окремо стояча споруда протягом 31 року з моменту її закінчення в 1975 році, поки вежа Бурдж-Халіфа в Дубаї (Об'єднані Арабські Емірати) не перевершила її в 2007 році; вона залишається найвищою окремо стоячою вежею в Західній півкулі. Вежа CN використовується як оглядова вежа та вежа зв'язку. Ще одна знакова споруда — палац Каса Лома. Це замок у стилі готичного відродження, збудований Е. Дж. Ленноксом на початку 1910-х років, розташований на Валмер-роуд та Девенпорт-роуд. Спочатку це була резиденція сера Генрі Пеллата, канадського фінансиста та військового. Пізніше місто перебрало у власність замок, коли Пеллат вже не міг його утримувати. В даний час будівля працює як музей та місце проведення різних урочистостей.
Брама принців — це монументальна брама у вигляді тріумфальної арки неокласичного стилю на Національній виставці. Вона була збудовані на згадку 60-ї річниці Конфедерації Канади і мала бути відкрита як Брама діамантового ювілею Конфедерації. Назву будівлі було змінено, коли стало відомо, що Едуард, принц Уельський та принц Джордж збираються приїхали до Торонто на відкриття. Обидва монархи перерізали стрічку на споруді 30 серпня 1927 року. Брама принців була розроблена місцевою архітектурною фірмою Чапмен та Окслі.
На території Канадської національної виставки справа за Брамою принців розміщений найбільший монумент української канадської громади Меморіал жертвам Голодомору.

## Зовнішні посилання
- Biographical Dictionary of Architects in Canada [Архівовано 17 липня 2009 у Wayback Machine.]  – biographies of Canadian architects and lists of their buildings from 1800 to 1950.
- Cultural renaissance projects
- TOBuilt- database of buildings and structures in Toronto [Архівовано 21 січня 2021 у Wayback Machine.]